# 운전자 교육

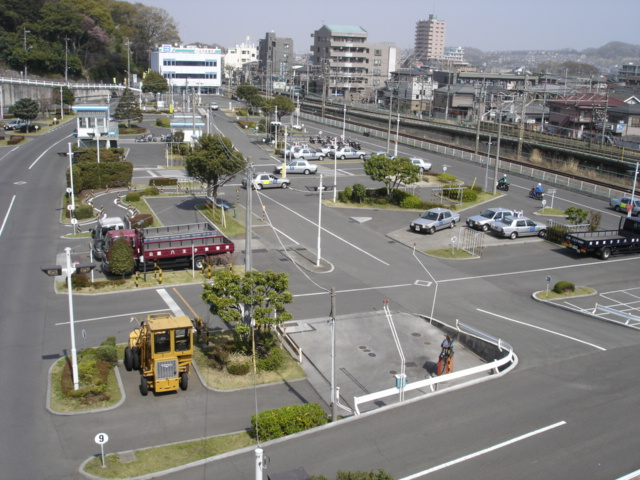
일본 도쿄의 운전학원

운전자 교육(運轉者敎育)은 신규 운전자가 학습 허가증 또는 운전면허증을 취득하도록 준비하는 공식 교육 프로그램이다. 학원, 차량, 온라인 등에서 진행된다. 교육 주제로는 교통 규정, 교통 법률, 차량 운전 등이 있다.